# Henk Betten

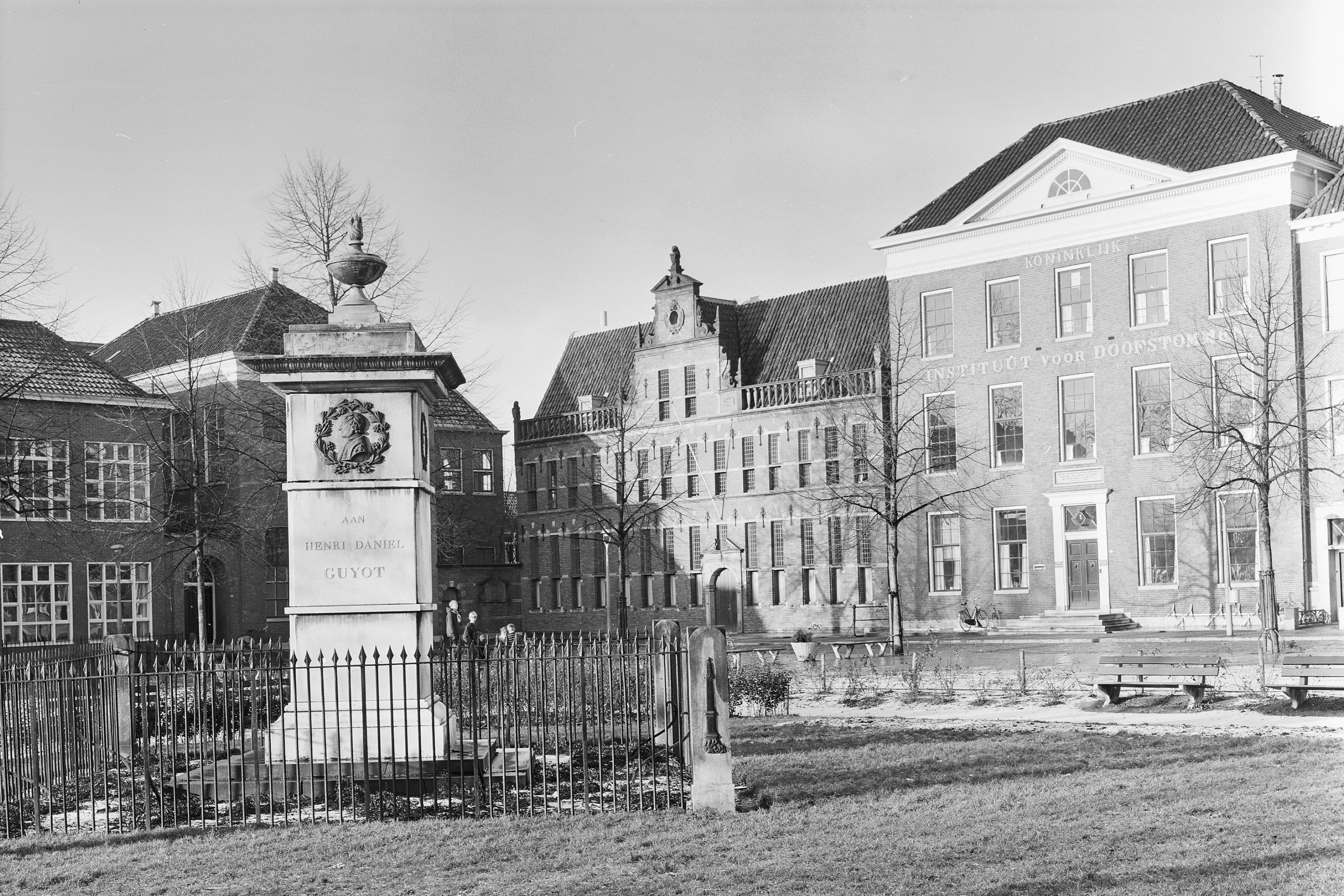
Guyotplein met op de voorgrond het monument voor H.D. Guyot en op de achtergrond het Doveninstituut in Groningen

Henk Betten (Langedijke, 7 december 1938) is een doof geboren Nederlands schrijver/historicus en voorvechter van de emancipatie van doven. 

## Levensloop
Betten kwam net als zijn oudere zus volledig doof ter wereld. Al op zijn derde jaar volgde hij zijn zus naar het Koninklijk Instituut voor Doven H.D. Guyot aan het Guyotplein in Groningen. Het grootste deel van zijn jeugdjaren verbleef hij in het jongensinternaat van de school, met een onderbreking van ruim een jaar vanwege de bezetting van het instituut tijdens de Tweede Wereldoorlog. Betten volgde zoals alle leerlingen van het instituut na de lagere school een vakopleiding ter voorbereiding op zijn deelname aan de maatschappij. In zijn geval was dat meubelmaken. Hij volgde daarna verschillende schriftelijke opleidingen om zichzelf breder te ontwikkelen. Hij vond werk bij de Postcheque- en Girodienst, en stak veel van zijn vrije tijd in activiteiten van en voor de dovengemeenschap. In 1970 trouwde hij. Met zijn vrouw kreeg hij twee kinderen. Betten woonde tot eind 2019 in Haren.

## Dovenwereld
Betten ontpopte zich al op jonge leeftijd als bevlogen bestuurder in allerlei verenigingen voor sport en/of ontspanning van doven. In de jaren 80 en 90 gaf hij een impuls aan de Dovencultuur in Friesland als voorzitter van de Stichting Sociaal Cultureel Centrum van Doven in Friesland, beter bekend als FRIDO. Hij trad ook vele jaren op als voorganger en als ouderling binnen het protestants-christelijk Dovenpastoraat en de Nederlandse Christelijke Bond van Doven. Verder was hij nauw betrokken bij diverse tijdschriften voor doven, waaronder Woord & Gebaar, en publiceerde hij ook geregeld in landelijke kranten en tijdschriften over doofheid en doof zijn. Sinds zijn pensionering is hij actief als bibliothecaris bij Kentalis in Haren, waarvan het doveninstituut H.D. Guyot een van de voorlopers was. Over de nationale en internationale dovengeschiedenis heeft hij op verschillende congressen in binnen- en buitenland lezingen gegeven en artikelen gepubliceerd. Ook verzorgt hij vanuit de Werkgroep Historie Doven Groningen nog altijd rondleidingen in Groningen rond dit thema. De laatste jaren heeft Betten zich ook ingezet om erkenning te vragen voor de dove slachtoffers van de Jodenvervolging, de Dovenshoah. 

### Schrijverschap
Henk Betten baarde opzien door als eerste Nederlandse doof geboren auteur in 1984 een roman te publiceren. Bevrijdend Gebaar was de geromantiseerde levensbeschrijving van de stichter van de eerste Nederlandse dovenschool, Henri Daniel Guyot. Het boek beleefde in 2015 een derde druk. Daarnaast bracht hij bundels met korte verhalen uit, deels autobiografisch getint. Verder legde hij het resultaat van zijn onderzoek naar de internationale geschiedenis van het dovenonderwijs vast in een Engelstalige publicatie, Deaf education in Europe, dat in 2013 verscheen. 

### Onderscheidingen
Betten werd in 1998 benoemd tot Lid in de Orde van Oranje-Nassau. Hij ontving in 2011 de Jaarprijs van Dovenschap. In 2018 werd hij voorgedragen voor de Dickens Award van de gemeente Haren.

## Publicaties

### Boeken
- Totale communicatie: de bevrijding voor een dove? (1978)
- Bevrijdend gebaar: het levensverhaal van Henri Daniël Guyot (1984, 3e druk 2015)
- Van gebaar tot gebaar: 200 jaar Doveninstituut, 1790-1990 (1990)
- Deaf education in Europe in the early years (2013)

### Bundels
- Vijf feuilletons uit 'Wij Doven' (1978)
- Turbulentie in de doven(onderwijs)wereld (1993), vier lezingen.
- Levens vol gebaren (1998), korte verhalen, vertaald als: A deaf journey through time: in fifteen stories and two dreams (2018)

- Digitale Bibliotheek voor de Nederlandse Letteren: bett012
- Nederlandse Thesaurus van Auteursnamen: 069725373
- Virtual International Authority File: 281038609
- WorldCat: E39PBJpPBTyrvXXTCfDjFg7bVC